# Tekeli Işıklar, Soma
Tekeli Işıklar là một xã thuộc huyện Soma, tỉnh Manisa, Thổ Nhĩ Kỳ. Dân số thời điểm năm 2011 là 147 người.